# Atomosphyrus breyeri
Atomosphyrus breyeri là một loài nhện trong họ Salticidae.
Loài này thuộc chi Atomosphyrus. Atomosphyrus breyeri được María Elena Galiano miêu tả năm 1966.